# Stadsgeografie
Stadsgeografie (Engels: urban geography, Duits: Stadtgeographie, Frans: géographie urbaine) is een deelwetenschap van de sociale geografie. Stadsgeografen richten zich op de bestudering van de ruimtelijke structuur en de daarmee samenhangende processen in steden en stedelijke gebieden. De stadsgeografie bevindt zich op het grensvlak tussen de regionale geografie en de thematische geografie. Enerzijds worden thema’s binnen de stad bestudeerd (migratie, achterstandswijken, verhuisgedrag, cultuurparticipatie) anderzijds bekijkt men de stad als geheel (structuur, geleding, functies).
Stadsgeografie heeft een belangrijke link met (stedelijke) planologie.
Stadsgeografie kan worden beschouwd als een onderdeel van het grotere onderzoeksgebied van de sociale geografie, hoewel het dikwijls ook overlap kent met andere onderzoeksgebieden zoals antropologie en fysische geografie. Grofweg wordt het vaak gepositioneerd als kruisvlak tussen 4 wetenschapsgebieden:
- sociologie (sociale geografie)
- economie (economische geografie)
- politicologie (politieke geografie)
- geschiedenis (historische geografie)

De zienswijzen in de stadsgeografie zijn, net als in de sociale geografie, in de loop van de tijd nogal veranderd. Geen van de opvattingen uit het verleden is overigens geheel verdwenen in de toepassing van stadsgeografische inzichten. Min of meer chronologisch kunnen de volgende perspectieven worden onderscheiden (Pacione, 2005):

## Mens-omgevingbenadering
In de eerste helft van de 20e eeuw hebben stadsgeografen veel aandacht voor de verschijningsvorm van de stad en voor de specifieke ligging in een bepaald gebied (site en situation). Veel studies waren morfografisch van karakter met accent op de historische ontwikkeling.
Daarnaast is er veel aandacht voor de interne ruimtelijke geleding van een stad, hoewel erkend werd dat elke geleding een momentopname was. De geleding van de stad bestaat niet, maar dat verhinderde niet dat erg veel onderzoekers geprobeerd hebben de geleding van de stad te vangen in een generaliserend model. De bekendste geledingsmodellen waren van Burgess, Hoyt en Harris/Ullman.

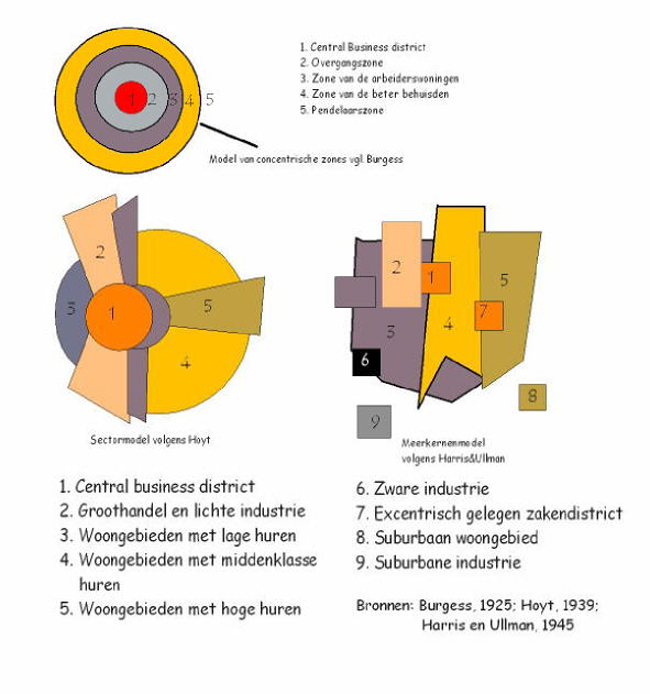
De klassieke stadsgeledingsmodellen van Burgess (1925); Hoyt (1939) en Harris&Ullman (1945)

Burgess’ model was gebaseerd op de principes van de human ecology van de zogenaamde Chicago-school. Geïnspireerd door het sociaal darwinisme meende men dat ook menselijke samenlevingen onderhevig waren aan processen als competitie, coöperatie, aanpassing, binnendringing en verdringing. Er zou steeds concurrentie zijn om de beste locatie voor het veiligstellen van de groepsbelangen. Op grond van veel veldwerk probeerde men zich een voorstelling te maken van het algemene geledingspatroon van een stad. Zo ontstond het concentrische zonemodel. Volgens Burgess bestond een stad uit vijf concentrische zones, met in het centrum de meest hoogwaardige activiteiten. Alle zones breiden zich voortdurend uit ten koste van de omringende gebieden.
Het model van Hoyt (sectorale zonering) was gebaseerd op gegevens over huurprijzen in een groot aantal Amerikaanse steden.
Harris en Ullman stellen een meerkernenmodel voor. De stedelijke geleding was volgens hen opgebouwd rond een aantal attractiepunten of –zones (bijvoorbeeld de aanwezigheid van luxe woonwijken rondom een stedelijk park).
In Nederland hebben Amsterdamse geografen de concepten van Burgess en Hoyt getoetst bij hun onderzoek naar de woonpatronen van de Amsterdamse bevolking. De benadering van Hoyt bleek beter te passen bij de Amsterdamse situatie dan de concentrische ringen van Burgess.
De relaties tussen de steden in een gebied werden onderzocht door analyses van het transportsysteem. Dit vestigde de aandacht op factoren die van belang waren bij de vestiging van stedelijke functies. Met het baanbrekende werk van Walter Christaller over de centrale plaatsen in Zuid-Duitsland (zie: centraleplaatsentheorie) begon een vloed van zogenaamde centraliteitsstudies.

## Ruimtelijkeanalysebenadering
Rond 1960 veranderde de sociale geografie radicaal van koers en dat was met name merkbaar in het stadsgeografische onderzoek. De aandacht voor unieke verschijnselen maakte plaats voor het opsporen van wetmatigheden. Het gebruik van kwantitatieve technieken kreeg de overhand.
Multivariate analyses werden gebruikt om nederzettingspatronen te modelleren. Er werd onderzoek gedaan naar de toepasbaarheid van de zogenaamde rank-size rule: Wanneer steden gerangschikt worden op omvang, zal de bevolking van een willekeurige stad uit de rangorde gelijk zijn aan de bevolkingsomvang van de grootste stad gedeeld door het rangordecijfer.
Bij de bestudering van de interne structuur van steden werd veel gebruikgemaakt van de zogenaamde factorial ecologies. De ruimtelijke structuur van de stedelijke bevolking werd beschreven door toepassing van de methode der factoranalyse, een techniek die een eenvoudige beschrijving geeft van een groot aantal kenmerken.

## Menselijk gedrag centraal
De benadering van de ruimtelijke analyse was eenzijdig gericht op ruimtelijke relaties en patronen. Het menselijk gedrag werd verondersteld rationeel te zijn. Maar de sociaal-ruimtelijke geleding van een stad wordt ook bepaald door de locatiebeslissingen van de bewoners. Onder invloed van het behaviorisme kwam er meer aandacht voor besluitvormingsprocessen, subjectieve waarderingen en voorkeuren en voor de mentale beeldvorming (zie ook: Ruimtelijke analyse en behaviorale geografie). Men onderzocht wat de onderliggende motieven en strategieën waren als een nieuwe locatie voor een woning werd gezocht. Ook de wijze waarop mensen de stad beleven, kreeg aandacht. Grote invloed kreeg het werk van Kevin Lynch (1960). In zijn befaamde studie ‘The image of the city’ analyseerde hij hoe stadsbewoners de informatie over hun stad als het ware ordenen in een mentale kaart. Afhankelijk van hun persoonskenmerken bleken stadsbewoners de stedelijke ruimte anders te zien en te interpreteren.

## Humanistische benadering
In de humanistische geografie worden individuen gezien als zelfbewuste actoren in de stedelijke omgeving (zie ook: Humanistische geografie). In deze aanpak van stadsgeografische problemen staat de subjectieve waardering van en interactie met de omgeving (buurt, wijk) centraal. Er werd en wordt veel gebruikgemaakt van kwalitatieve onderzoekstechnieken. Via participerende observatie trachtte men een beeld te krijgen van de betekenissen die de bewoners aan hun omgeving geven en op grond waarvan zij handelen. In Nederland is het onderzoek van de Amsterdamse economisch-geograaf Ad Jansen in dit opzicht bekend geworden. Tegenover het mechanistische denken in de distributieplanning stelde hij het participerende onderzoek op straatniveau in onder andere de Amsterdamse Oosterparkbuurt. Het planningsdenken van bovenaf deed geen recht aan de alledaagse leefwereld van de winkeliers was kort gezegd de conclusie.

## Structuralistische benadering
Het menselijk gedrag is ook in steden onderworpen aan beperkingen. Beleidsbeslissingen en economische verhoudingen hebben grote invloed net als de reeds aanwezige stedenbouwkundige structuur. In deze benadering speelt de marxistisch-geografische visie op de relatie maatschappij-ruimte een grote rol (zie: Maatschappijkritische geografie). Steden worden gezien als onlosmakelijk element in de kapitalistische productiewijze. De dynamiek in de steden (afbraak, gettovorming, gentrification, renovatie etc.) is onderdeel van een door de economie gestuurd proces. In deze benadering is veel aandacht voor eigendomsverhoudingen op de vastgoed- en woningmarkt.
Voor deze zienswijze zijn de opvattingen van Manuel Castells (La question urbaine, 1972) en David Harvey (Social justice and the city, 1973) van grote betekenis geweest.

## Managementbenadering

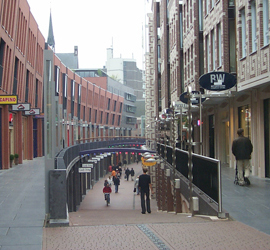
Projectontwikkelaars nemen delen van binnensteden onder handen. Hier de Marikenstraat, een gerenoveerd binnenstadsdeel in het centrum van Nijmegen

Stedelijke gebieden zijn bij uitstek het toneel van een strijd om de schaarse ruimte. In deze benadering richt men het onderzoek op het stelsel van toewijzing bij de verdeling van woningen en bedrijfsgebouwen en –terreinen. De onderzoekers concentreren zich op de rol van de besluitvormers op de centrale posities in de stedelijke bureaucratie, op de rol van de banken en die van de projectontwikkelaars.

## Welzijnsbenadering
Meer algemeen gesproken gaat het om een ethisch verantwoord perspectief. Het onderzoek wordt gericht op wat de beste verdeling van de schaarse ruimte en diensten zou moeten zijn. De actuele situatie wordt dus afgezet tegen een normatief model voor een rechtvaardige spreiding van bijvoorbeeld betaalbare woningen of bereikbare gezondheidsinstellingen. Stadsgeografen die deze benadering als vertrekpunt kiezen, hebben veel aandacht voor het spanningsveld tussen economische doelmatigheid en sociale rechtvaardigheid (wenselijkheid).

## Postmoderne benaderingen
Vanaf 1980 dringen in de stadsgeografie postmoderne opvattingen door. Algemeen verklarende theorieën verloren hun betekenis. Onderzoekers legden meer accent op verschillen, op unieke verschijnselen en individuele ervaringen. Erkend werd dat verschijnselen in hun eigen context van plaats en tijd onderzocht moeten worden. Geslachtsverschillen op de arbeidsmarkt en de positie van specifieke groepen op de woningmarkt (etnische groepen, homoseksuelen, gehandicapten etc.) zijn in het oog vallende onderzoeksonderwerpen. Andere onderwerpen zijn de stad als centrum van cultuur, vermaak en vertier, onderwerpen waarbij het onderscheid tussen een stadsgeografische en een stadssociologische aanpak vrijwel is verdwenen. Voorbeelden van studies zijn: 
- E. de Wijs-Mulkens, Wonen op stand. Lifestyles en landschappen van de culturele en economische elite, Amsterdam, 1999
- J. Oosterman, Parade der passanten. De stad, het vertier en de terrassen, Utrecht, 1993
- E. Ennen, Heritage in fragments. The meaning of pasts for city residents, Ned. Geogr. Studies, 260, Utrecht/Groningen 1999
- J. Gadet, Publieke ruimte, parochiale plekken en passantenopenbaarheid. Jonge alleenwonende Amsterdammers over stedelijkheid, Amsterdam, 1999

## Stadsgeografie in Nederland
In de periode voor de Tweede Wereldoorlog zijn stadsgeografische studies in Nederland schaars. Er kan een uitzondering worden gemaakt voor de publicaties van Friedrich Leyden, een Duitse geograaf die een aantal jaren in Nederland heeft gewerkt. Hij heeft ongeveer 45 korte en langere artikelen gepubliceerd over de Nederlandse steden (met name over de leegloop van centrale gedeelten van de steden met meer dan 40.000 inwoners). Hij heeft evenwel weinig invloed gehad op Nederlandse geografen.
Na de Tweede Wereldoorlog begint de periode van de functionele stadsgeografie. Steden dienden niet op zich bestudeerd te worden, maar in relatie tot de functie die ze hadden voor de omgeving en voor elkaar. De aandacht ging uit naar het ontwerpen van classificaties van steden, waarbij vooral economische criteria werden gebruikt. In 1965 publiceerde Hendrik Jacob Keuning een kaart met stedelijke verzorgingscentra en Willem Steigenga maakte een typologie van Nederlandse steden op basis van de urbanisatiegraad (1960). Later werden typologieën ontworpen op basis van statistische kengetallen die door het CBS werden geleverd. Men onderscheidde stedelijke gemeenten, rurale gemeenten en verstedelijkte plattelandsgemeenten.
In 1962 startte SISWO een interdisciplinair onderzoek naar de ontwikkelingstendenties van de Nederlandse binnensteden. Met name de Amsterdamse binnenstad was onderwerp van analyse. Er was veel aandacht voor de sociale geleding van het stedelijk gebied (op basis van criteria als status, etnische achtergrond, woon- en leefstijl). De bevindingen van deze onderzoekingen werden op congressen aan de orde gesteld. De congressen ‘De stad in nieuwe vormen’ (1962) en ‘Urban core and inner city’ (1966) waren belangrijke ijkpunten voor het stadsgeografische onderzoek.
Jan Buursink voltooide in 1971 zijn proefschrift over Centraliteit en hiërarchie, een toepassing van de ideeën van Walter Christaller op de Nederlandse situatie. Al eerder waren de ideeën van Christaller in Nederland toegepast bij de planning van het nederzettingspatroon in de Noordoostpolder.
In de loop van de jaren zeventig bleek dat de stedelijke en regionale planning te veel het spoor van de Centrale Plaatsen Theorie had gevolgd. Het consumentengedrag en het toenemend autobezit veroorzaakten een veel diverser patroon in het ruimtelijk koopgedrag.

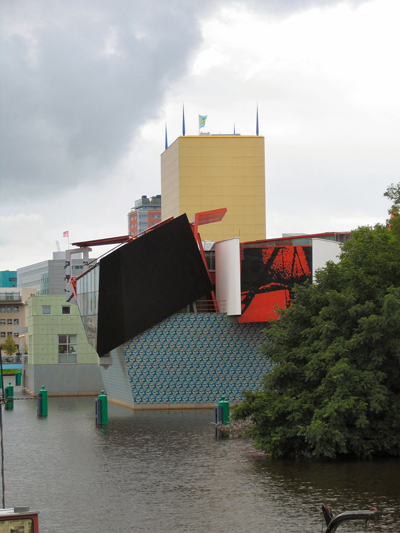
Het Groninger Museum in 2004

Op het theoretisch vlak was het werk van Gerard Hoekveld van belang. Hij onderkende in 1971 de groeiende complexiteit van de stad en trachtte een theoretisch kader aan te reiken om synthetische beschouwingen van steden mogelijk te maken (zie ook Bollenkubus). Acht jaar later stelde Jan Buursink identieke vragen over de door elkaar lopende processen van integratie en differentiatie in steden. Valt de stadsgeografie uiteen in verschillende delen of ontwikkelt zich een urbanisatiegeografie waarin voor de westerse wereld de tweedeling tussen stads- en plattelandsgeografie vervangen kan worden? Feit is dat in de Nederlandse stadsgeografie na 1980 nauwelijks beschouwingen zijn te vinden waarin de stad als totaliteit centraal staat. Nederlandse stadsgeografen specialiseren zich op een specifiek aantal thema’s en ze laten zich daarbij leiden door concrete vragen uit beleid en planning, zoals die naar voren kwamen in de verschillende nationale nota’s over de ruimtelijke ordening. Heel veel aandacht was er voor allerlei aspecten van het urbanisatieproces in het Randstad gebied (woningmarkt, migratie, pendelstromen, dienstverlening en de arbeidsmarkt). Er was veel discussie over de zogenaamde groeikernen.
De sociaal-ruimtelijke differentiatie binnen de stedelijke gebieden werd na 1980 eveneens een belangrijk aspect van het stadsgeografische onderzoek. Studies over de ruimtelijke effecten van verschillende leefstijlen of van de daaraan gerelateerde tijdbesteding kregen de overhand naast die over segregatie onder invloed van etniciteit. Het laatste thema kende een sterke relatie met de aandacht voor stadsvernieuwing.
In het laatste decennium van de vorige eeuw kwamen er ook studies over de betekenis van kunst en cultuur. Steden als knooppunten van informatie(technologie) zijn broedplaatsen geworden van alle mogelijke vormen van cultuur. Meer en meer werd onderkend dat dit een economische factor van betekenis was. Goede voorbeelden van de economische betekenis van bijvoorbeeld een nieuw museum in een stad zijn de Stopera in Amsterdam en het Groninger Museum in Groningen.